# Li Yu (schaatser)
Dit is een Chinese naam; de familienaam is Li.
Li Yu (16 maart 1976, Fulaerji, Qiqihar, Heilongjiang) is een Chinees voormalig schaatser. Hij was gespecialiseerd in de korte afstanden.

## Resultaten
| jaar | Olympische Spelen  | WK Afstanden       | WK Sprint |
| ---- | ------------------ | ------------------ | --------- |
| 1998 | 27e 500m 38e 1000m | -                  | -         |
| 1999 |                    | -                  | DQ2       |
| 2000 |                    | 17e 500m           | 27e       |
| 2001 |                    | -                  | 33e       |
| 2002 | 21e 500m 35e 1000m | -                  | 28e       |
| 2003 |                    | -                  | -         |
| 2004 |                    | -                  | -         |
| 2005 |                    | 14e 500m 15e 1000m | 15e       |
| 2006 | 33e 500m           |                    | 32e       |

- = geen deelname
→ = kampioenschap moet nog gehouden worden
DQ2 = gediskwalificeerd op de 2e afstand

### Medaillespiegel
| kampioenschap     | goud | zilver | brons |
| ----------------- | ---- | ------ | ----- |
| Olympische Spelen | 0    | 0      | 0     |
| WK Afstanden      | 0    | 0      | 0     |
| WK Sprint         | 0    | 0      | 0     |